# Elisabet av Polen (hertiginna av Böhmen)
Elisabet av Polen, född 1152, död 1209, var en hertiginna av Böhmen och markrevinna av Lausitz. Hon var gift första gången med hertig Sobeslav II av Böhmen och andra gången med markgreve Konrad II av Lausitz. 
Hon var dotter till hertig Mieszko III av Polen. Vigseln mellan Elisabet och Sobeslav ägde rum 1173. Äktenskapet arrangerades som ett led i Mieszkos dynastiska äktenskapspolitik. Hon fick inga barn under sitt första äktenskap. År 1178 tillfångatogs hon i Prag när staden erövrades av hennes svåger, men frigavs snart. Hon utvisades tillsammans med maken 1179 och blev änka året därpå. Hon gifte om sig snabbt med Konrad II efter att hon blev änka. År 1190 besteg Konrad II tronen i Lausitz. Hon fick tre barn i andra äktenskapet. Elisabet avled strax efter att maken besegrat hennes bror i fält, något som enligt legenden ska ha bidragit till hennes död.    